# Subsidentie (atmosfeer)
Subsidentie is een grootschalige dalende luchtbeweging in een hogedrukgebied.  Bij subsidentie treedt adiabatische verwarming op en daalt de relatieve luchtvochtigheid. Hierdoor is dit hogedrukgebied vaak wolkeloos. Subsidentie is het tegenovergestelde van convectie, een stijgende luchtbeweging.
Vaak is er sprake van een subsidentie-inversie. Bij deze inversielaag is de lucht daarboven warmer dan de lucht direct daaronder. De uitwisseling tussen de luchtlaag onder en boven de inversie komt dan tot stilstand, zodat luchtverontreiniging (smog) in de onderste laag blijft "hangen".